# Nikolai Nikolski
Nikolai Kapitonovich Nikolski (em russo:  Николай Капитонович Никольский, algumas vezes transliterado como Nikolskii; 16 de novembro de 1940) é um matemático russo, especialista em análise real e complexa e análise funcional.
Nikolski obteve em 1966 o grau de Candidato de Ciências (doutorado) na Universidade Estatal de Leningrado, orientado por Victor Petrovich Havin, com a tese Invariant subspaces of certain compact operators (em russo). Em 1973 obteve o grau de Doktor nauk (habilitação). Foi um acadêmico do Instituto de Matemática Steklov em Leningrado e lecionou na Universidade Estatal de Leningrado. Na década de 1990 foi professor da Universidade de Bordeaux.
Foi palestrante convidado do Congresso Internacional de Matemáticos em Helsinque (1978: What problems do spectral theory and functional analysis solve for each other?. Em 2012 foi eleito fellow da American Mathematical Society.
Dentre seus alunos de doutorado constam Nikolai Makarov e Alexander Volberg.
Nikolski foi um dos matemáticos de Leningrado que verificaram em 1984 a prova da conjectura de Bieberbach por Louis de Branges de Bourcia.

## Publicações selecionadas

### Artigos
- «Distance formulae and invariant subspaces, with an application to localization of zeros of the Riemann ζ-function». Annales de l'institut Fourier. 45 (1): 143–159. 1995
- «In search of the invisible spectrum». Ann. Inst. Fourier, Grenoble. 49: 1925–1998. 1999
- with V. I. Vasyunin: «Invertibility threshold for H∞ trace algebras, and effective matrix inversions». St. Petersburg Math. J. 23: 57–73. 2012. doi:10.1090/S1061-0022-2011-01186-0; Original publication: Algebra i Analiz, tom 23 (2011), comer 1
- «In a shadow of the RH: Cyclic vectors of Hardy spaces on the Hilbert multidisc». Annales de l'institut Fourier. 62 (5): 1601–1626. 2012
- «Sublinear dimension growth in the Kreiss Matrix Theorem». St. Petersburg Math. J. 25: 361–396. 2014. doi:10.1090/S1061-0022-2014-01295-2; Original publication: Algebra i Analiz, tom 25 (2013), comer 3
- «Numerically detectable hidden spectrum of certain integration operators». St. Petersburg Math. J. 28: 773–782. 2017. doi:10.1090/spmj/1472; Original publication: Algebra i Analiz, tom 28 (2016), comer 6

### Livros
- Editor: Investigations in linear operators and function theory, Nova Iorque: Consultants Bureau 1972
- Editor: Spectral theory of functions and operators , 2 vols., American Mathematical Society 1980
- Editor com Viktor Petrovich Khavin e Sergei V. Khrushchev: Linear and complex analysis problem book: 199 research problems, Springer Verlag 1984
- com V.P. Khavin: Linear and complex analysis problem book 3, 2 vols., Springer Verlag 1994
- Editor: Toeplitz operators and spectral function theory: essays from the Leningrad Seminar on Operator Theory, Birkhäuser 1989
- Editor com Éric Charpentier e Annick Lesne: Kolmogorov´s Heritage in Mathematics, Springer Verlag 2007[3]
- Editor: Functional analysis I: linear functional analysis, Springer Verlag 1992
- Editor com V.P. Khavin: Complex analysis, operators, and related topics : the S.A. Vinogradov memorial volume, Birkhäuser 2000
- Treatise on the shift operator. Spectral function theory, Grundlehren der mathematischen Wissenschaften 273, Springer Verlag 1986